# Artomyces divaricatus
Artomyces divaricatus är en svampart som först beskrevs av Leathers & A.H. Sm., och fick sitt nu gällande namn av Jülich 1982. Artomyces divaricatus ingår i släktet Artomyces och familjen Auriscalpiaceae.   Inga underarter finns listade i Catalogue of Life.